# 泉州行中书省
泉州行中书省，简称泉州行省，是元朝设立的一个行中书省。

## 第一次设立
元世祖至元十七年（1280年），改泉州行宣慰司为泉州行中书省，治泉州路 ；同年六月，江西等处行中书省（以下简称江西行省）并入福建行省；同年七月，復置江西行省，治贛州路。
十七年（1280年）正月，復置福建等处行中书省（以下简称福建行省），治福州路；同年，江西行省併入泉州行省，移治隆興路；同年五月，泉州行省并入福建行省，同时福建行省迁治泉州。
十八年（1281年），福建行省还治福州路。

## 第二次设立
元世祖至元十九年（1282年），罢江西道宣慰司，复置江西行省；同年五月，福建行省移治泉州路；同年六月，江西行省并入福建行省。
二十年（1283年）三月，福建行省还治福州路。

## 第三次设立
元世祖至元二十一年（1284年）二月，复置泉州行省；同年九月，泉州行省并入福建行省，置泉州分省，蒲寿庚任江淮等处行中书省左丞兼泉州分省平章政事。

## 后续
元世祖至元二十二年（1285年）正月，复置江西行省，福建行省并入江西行省，置福建道宣慰司。
二十三年（1286年），复置福建行省，旋即并入江浙等处行中书省，置福建道宣慰司。
二十五年（1288年），复置福建行省。
二十八年（1291年）二月，福建行省并入江西行省，置福建道宣慰司；二十九年（1292年），复置福建行省，治福州路。
元成宗大德元年（1297年），福建行省改称福建平海等处行中书省，迁治泉州路。
二年（1298年）二月，改泉州路为泉宁府。
三年（1299年）二月，福建行省并入江浙等处行中书省，置福建道宣慰司；同时，泉宁府复为泉州路。
元顺帝至正十六年（1356年），恢复福建等处行中书省。
十八年（1358年），福建行省参知政事讷都赤分省泉州，置泉州分省。
二十六年（1366年）八月，福建行省与江西行省合并为福建江西等处行中书省。